# بيلي جونسون
بيلي جونسون (بالإنجليزية: Billy Johnson)‏ هو لاعب كرة قاعدة أمريكي، ولد في 30 أغسطس 1918 في مونتكلير ‏ في الولايات المتحدة، وتوفي في 20 يونيو 2006 في أوغستا في الولايات المتحدة.

## وصلات خارجية
- بيلي جونسون على موقعبيزبول رفرنس.كوم (الدوري الرئيسي) (الإنجليزية)